# 리보니아인
리보니아인(리보니아어: līvlizt)은 라트비아의 우랄계 원주민을 이르는 말이다. 이들이 살던 지역을 리보니아라고 한다.
리가 만에서 추드 호에 걸친, 리보니아 지방 일대에 분포한다. 거기에서 연유한 우랄계 리보니아어를 사용하는 사람들이었다.

## 현재 상황
제2차 세계 대전까지는 12개 마을 약 1,500명이 동서의 방언으로 구별되었고, 현재는 300명 정도가 남아 있다고 한다.